# Hybrid Heaven
Hybrid Heaven (ハイブリッドヘヴン Haiburiddo Hevun?) es un videojuego desarrollado por Konami Computer Entertainment Osaka y lanzado para la Nintendo 64 en 1999. El juego es una notable mezcla de diferentes géneros siendo sus principales dos géneros como el rol y los juegos de aventura de acción. Los diseñadores tenían la esperanza de crear una nueva mecánica de un sistema de batallas RPG. Es también uno de los pocos títulos de Nintendo 64 que tiene soporte en formato widescreen.

## Modo de Juego
Hybrid Heaven obtiene algunos elementos del género de las aventuras de acción 3D, tales como Tomb Raider. El jugadores se puede mover libremente en todas direcciones además de saltar, arrastrase, trepar y disparar. El jugador debe solucionar diferentes puzles utilizando armas que inhiben sistemas electrónicos o bien mediante habilidades propias.
Sin embargo, cuando se está luchando con un enemigo (llamado como "arma biológica" en "Hybrid Heaven"), el juego cambia a un modo totalmente diferente. El jugador es movido a una habitación más pequeña con menos libertad de movimientos sin poder realizar ciertos movimientos como saltar, arrastrarse o trepar. El enemigo y el jugador se pueden mover a través de la habitación para obtener una mejor posición estratégica para atacar. Cuando están lo suficientemente cerca, y tienen la suficiente energía, uno o el otro puede decidir atacar al adversario. En este punto, el tiempo se congela pasando a la típica modalidad de rol por turnos: el atacante elige un ataque de una lista, mientras que el defensor tiene que seleccionar una defensa y el resultado de la acción se muestra. Después del ataque, el tiempo vuelve a ser en tiempo real hasta que se vuelva a realizar un ataque. Todo esto pasa en pocos segundos, haciendo que la acción fluya de manera más natural que en la mayoría de los RPGs. 
A causa de esto, existe un modo fuera del modo historia, el modo Vs. Battle, el cual es como el típico juego en 3D pero con los elementos únicos de un RPG. Además, de los típicos ataques de puñetazo, patada o agarres, la energía de puede almacenar cinco veces permitiendo la realización de combos, siendo estos combos creados a su manera por el usuario o eligiendo de una lista de combos predefinidos. El sistema de batalla en Hybrid Heaven se basa principalmente en un sistema de experiencia mediante niveles. La experiencia se puede usar de manera ofensiva o defensiva, estando estrechamente relacionado con la habilidades estadísticas del jugador cuando mejora un movimiento futuro, con estadísticas separadas para la cintura, el torso o la cabeza.
El juego incluye posibilidad de utilizar tanto el Rumble Pak como el Expansion Pak.

## Argumento
El jugador empieza la aventura asumiendo el rol de Mr. Diaz, un humano híbrido sintético creado por los alienígenas. En la introducción del juego, él se vuelve contra sus amos cuando mata a un ser humano sintético destinado a sustituir al guardaespaldas del presidente, Johnny Slater. Diaz descubre por sí mismo una enorme instalación en el subsuelo creado por los aliens en Manhattan. Según va progresando el juego, se revela que realmente es Johnny Slater, y que se disfrazó de Diaz por los Gargatuans. Los Gargatuans son la raza alienígena de unos 3 pies de alto quienes, después de ser traicionados por unos miembros de su especie que despertaron de la hipervelocidad y dirigieron la nave a la tierra, siendo forzados a ayudar dicho traidor con experimentos genéticos. Los alienígenas crean clones e híbridos (un mix de humanos con ADN de Gargatuans, resultando ser criaturas muy poderosas) e intentando conquistar la tierra a base de sustituir sus líderes, empezando con el de los Estados Unidos. Unos pocos Gargatuans habían escapado del traidor, dirigiendo una resistencia en el subsuelo. Descubren a Johnny después que hubiera sido clonado y disfrazado como Diaz, el cual tenía problemas con su memoria debido al disfraz. Johnny recupera sus memorias mientras está disfrazado. El jugador debe bajar cada vez más abajo en la instalación para parar los planes de reemplazar al presidente con un clon y acabar con el traidor a petición de los Gargatuans. El motivo personal de Johnny para ayudarles en que si lo consigue podrá volver a tiempo y encontrar a su novia en el árbol de Navidad en el césped de la Casa Blanca.

## Recepción
Como juegos de este género eran muy raros de ver en la Nintendo 64, el juego fue esperado con expectación. Por ejemplo, el NGC Magazine realizó un reportaje antes de su lanzamiento además de lanzar dos portadas sobre el juego. El juego obtuvo en Estados Unidos una mezcla de análisis de todo tipo de resultados, tales como puntuaciones decentes como el 7 sobre 10 que obtuvo de IGN a puntuaciones bastante bajas como el 4.1 recibido por Gamespot
En Japón, la revista Famitsu le puntuó con un 30 sobre 40.